# Джо Клейтон
Джо Клейтон (англ. Jo Clayton, 15 лютого 1939 — 13 лютого 1998) — американська письменниця в галузі фентезі і наукової фантастики, яка написала 35 романів та багато оповідань. Її роботи продано накладом понад чверть мільйона примірників.

## Навчання
Народилася Джо Клейтон у місті Модесто у Каліфорнії Батьки, що були фермерами, виховали трьох доньок. Всі вони вступили до коледжу. Джо закінчила у 1963 році з відзнакою Університет Південної Каліфорнії.

## Трудова діяльність
Вона працювала вчителем протягом тринадцяти років. Починала вона педагогічну діяльність у м. Белл, що Каліфорнії.
У 1969 році Д. Клейтон переїхала до Нового Орлеана, щоб приєднатися до сестер Маунт Кармель Римо-католицького ордену для навчання. Втім, через три роки вона покинула цей орден. Це сталось незадовго до того, як вона мала брати обітницю, аби стати черницею.

## Творчість
Живучи в Новому Орлеані вона почала писати твори, а також працювати як художник. На картинах вона зображувала домашніх улюбленців. У 1983 році Д. Клейтон переїхала в Портленд, Орегон.

### Нагороди
- Премія «Фенікс» (1979);

## Смерть
У 57-річному віці в неї було виявлено мієломну хворобу. Джо Клейтон померла від цього захворювання через півтора року. Під час свого перебування в лікарні вона продовжувала писати, завершивши роман і половину останньої книги трилогії.